# Narciarstwo dowolne na Zimowych Igrzyskach Olimpijskich 1992
Narciarstwo dowolne na Zimowych Igrzyskach Olimpijskich 1992 odbywało się w dniach 10-16 lutego 1992 roku. Rywalizacja została rozegrana w ośrodku narciarskim Tignes. Po raz pierwszy w historii przyznano medale olimpijskie narciarstwie dowolnym, jednak tylko w jednej konkurencji – jeździe po muldach kobiet i mężczyzn. Ponadto zorganizowano zawody pokazowe w skokach akrobatycznych i balecie narciarskim.

## Terminarz

### Konkurencje medalowe
| Data           | Miejscowość | Konkurencja               | Złoto            | Srebro                  | Brąz                 |
| -------------- | ----------- | ------------------------- | ---------------- | ----------------------- | -------------------- |
| 13 lutego 1992 | Tignes      | Jazda po muldach kobiet   | Donna Weinbrecht | Jelizawieta Kożewnikowa | Stine Lise Hattestad |
| 13 lutego 1992 | Tignes      | Jazda po muldach mężczyzn | Edgar Grospiron  | Olivier Allamand        | Nelson Carmichael    |

### Konkurencje pokazowe
| Data           | Miejscowość | Konkurencja                 | 1. miejsce       | 2. miejsce       | 3. miejsce     |
| -------------- | ----------- | --------------------------- | ---------------- | ---------------- | -------------- |
| 10 lutego 1992 | Tignes      | Balet kobiet                | Conny Kissling   | Cathy Féchoz     | Sharon Petzold |
| 10 lutego 1992 | Tignes      | Balet mężczyzn              | Fabrice Becker   | Rune Kristiansen | Lane Spina     |
| 16 lutego 1992 | Tignes      | Skoki akrobatyczne kobiet   | Colette Brand    | Marie Lindgren   | Elfie Simchen  |
| 16 lutego 1992 | Tignes      | Skoki akrobatyczne mężczyzn | Philippe Laroche | Nicolas Fontaine | Didier Méda    |

## Wyniki

### Konkurencje medalowe

#### Jazda po muldach kobiet
| Miejsce | Zawodniczka             | Reprezentacja     | Wynik |
| ------- | ----------------------- | ----------------- | ----- |
| 01 !    | Donna Weinbrecht        | Stany Zjednoczone | 23,69 |
| 02 !    | Jelizawieta Kożewnikowa | WNP               | 23,50 |
| 03 !    | Stine Lise Hattestad    | Norwegia          | 23,04 |
| 4.      | Tatjana Mittermayer     | Niemcy            | 22,33 |
| 5.      | Birgit Keppler-Stein    | Niemcy            | 21,44 |
| 6.      | Liz McIntyre            | Stany Zjednoczone | 21,24 |
| 7.      | Silvia Marciandi        | Włochy            | 19,66 |
| 8.      | Raphaëlle Monod         | Francja           | 15,57 |
| 9.      | Yvonne Seifert          | Niemcy            | –     |
| 10.     | Jelena Korolowa         | WNP               | –     |

#### Jazda po muldach mężczyzn
| Miejsce | Zawodnik          | Reprezentacja     | Wynik |
| ------- | ----------------- | ----------------- | ----- |
| 01 !    | Edgar Grospiron   | Francja           | 25,81 |
| 02 !    | Olivier Allamand  | Francja           | 24,87 |
| 03 !    | Nelson Carmichael | Stany Zjednoczone | 24,82 |
| 4.      | Éric Berthon      | Francja           | 24,79 |
| 5.      | John Smart        | Kanada            | 24,15 |
| 6.      | Jörgen Pääjärvi   | Szwecja           | 24,14 |
| 7.      | Jean-Luc Brassard | Kanada            | 23,71 |
| 8.      | Leif Persson      | Szwecja           | 22.99 |
| 9.      | Youri Gilg        | Francja           | 22,85 |
| 10.     | Jürg Biner        | Szwajcaria        | 22,69 |

### Konkurencje pokazowe

#### Skoki akrobatyczne kobiet
W eliminacjach wystartowało 12 zawodniczek, z których 8 najlepszych awansowało do finału.
| Miejsce | Zawodniczka          | Reprezentacja     | Wynik  |
| ------- | -------------------- | ----------------- | ------ |
| 1.      | Colette Brand        | Szwajcaria        | 157,51 |
| 2.      | Marie Lindgren       | Szwecja           | 155,10 |
| 3.      | Elfie Simchen        | Niemcy            | 153,94 |
| 4.      | Jilly Curry          | Wielka Brytania   | 151,13 |
| 5.      | Lina Czeriazowa      | WNP               | 150,00 |
| 6.      | Hilde Synnøve Lid    | Norwegia          | 144,65 |
| 7.      | Kirstie Marshall     | Australia         | 139,55 |
| 8.      | Maja Schmid          | Szwajcaria        | 129,47 |
| 9.      | Natalija Szerstniowa | WNP               | 119,21 |
| 10.     | Kylie Gill           | Australia         | 91,99  |
| 11.     | Kennedy Ryan         | Kanada            | 72,81  |
| 12.     | Sue Michalski        | Stany Zjednoczone | 72,81  |
| DNS     | Liselotte Johansson  | Szwecja           | –      |

#### Skoki akrobatyczne mężczyzn
W zawodach wystartowało 16 zawodników, z których wszyscy wzięli udział w finale.
| Miejsce | Zawodnik             | Reprezentacja     | Wynik  |
| ------- | -------------------- | ----------------- | ------ |
| 1.      | Philippe LaRoche     | Kanada            | 237,47 |
| 2.      | Nicolas Fontaine     | Kanada            | 228,88 |
| 3.      | Didier Méda          | Francja           | 219,44 |
| 4.      | Jean-Marc Bacquin    | Francja           | 206,71 |
| 5.      | Kris Feddersen       | Stany Zjednoczone | 201,74 |
| 6.      | Hugo Bonatti         | Austria           | 198,15 |
| 7.      | Trace Worthington    | Stany Zjednoczone | 192,16 |
| 8.      | Alexander Stögner    | Austria           | 187,67 |
| 9.      | Mats Johansson       | Szwecja           | 182,53 |
| 10.     | Serhij But           | WNP               | 174,15 |
| 11.     | Richard Cobbing      | Wielka Brytania   | 170,41 |
| 12.     | Michiel de Ruiter    | Holandia          | 169,69 |
| 13.     | Christian Rijavec    | Austria           | 162,89 |
| 14.     | Yuji Nagai           | Japonia           | 162,58 |
| 15.     | Andreas Schönbächler | Szwajcaria        | 154,63 |
| 16.     | Marko Klančar        | Słowenia          | 145,50 |

#### Balet kobiet
W eliminacjach wystartowało 17 zawodniczek, z których 8 najlepszych awansowało do finału.
| Miejsce | Zawodniczka        | Reprezentacja     | Wynik |
| ------- | ------------------ | ----------------- | ----- |
| 1.      | Conny Kissling     | Szwajcaria        | 25,30 |
| 2.      | Cathy Féchoz       | Francja           | 25,20 |
| 3.      | Sharon Petzold     | Stany Zjednoczone | 24,10 |
| 4.      | Julia Snell        | Wielka Brytania   | 22,85 |
| 5.      | Annika Johansson   | Szwecja           | 22,80 |
| 6.      | Ellen Breen        | Stany Zjednoczone | 22,30 |
| 7.      | Maja Schmid        | Szwajcaria        | 21,60 |
| 8.      | Raquel Gutiérrez   | Hiszpania         | 21,50 |
| 9.      | Jelena Batałowa    | WNP               | –     |
| 10.     | Jeannette Witte    | Holandia          | –     |
| 11.     | Yukako Tanaka      | Japonia           | –     |
| 12.     | Tanya Clarke       | Kanada            | –     |
| 13.     | Jilly Curry        | Wielka Brytania   | –     |
| 14.     | Vicki Simpson      | Wielka Brytania   | –     |
| 15.     | Monika Kamber      | Szwajcaria        | –     |
| 16.     | Zuzana Smierčáková | Czechosłowacja    | –     |
| 17.     | Tarsha Ebbern      | Australia         | –     |

#### Balet mężczyzn
W eliminacjach wystartowało 17 zawodników, z których 16 najlepszych awansowało do finału.
| Miejsce | Zawodnik            | Reprezentacja     | Wynik |
| ------- | ------------------- | ----------------- | ----- |
| 1.      | Fabrice Becker      | Francja           | 28,15 |
| 2.      | Rune Kristiansen    | Norwegia          | 28,00 |
| 3.      | Lane Spina          | Stany Zjednoczone | 27,40 |
| 4.      | Richard Peirce      | Kanada            | 27,30 |
| 5.      | Heini Baumgartner   | Szwajcaria        | 25,85 |
| 6.      | Armin Weiß          | Niemcy            | 25,64 |
| 7.      | Roberto Franco      | Włochy            | 25,50 |
| 8.      | Jeffrey Wintersteen | Stany Zjednoczone | 24,80 |
| 9.      | Youri Gilg          | Francja           | 23,60 |
| 10.     | Klaus Pescollderung | Włochy            | 23,50 |
| 11.     | Trace Worthington   | Stany Zjednoczone | 22,35 |
| 12.     | David Walker        | Kanada            | 22,00 |
| 13.     | Hugo Bonatti        | Austria           | 20,55 |
| 14.     | Pavel Landa         | Czechosłowacja    | 18,65 |
| 15.     | Mark Piggot         | Australia         | 18,30 |
| 16.     | Simen Andresen      | Norwegia          | 16,60 |
| 17.     | Johan Zwaal         | Holandia          | -     |

## Tabela medalowa
| Miejsce | Państwo           |   |   |   | Razem |
| ------- | ----------------- | - | - | - | ----- |
| 1.      | Francja           | 1 | 1 | 0 | 2     |
| 2.      | Stany Zjednoczone | 1 | 0 | 1 | 2     |
| 3.      | WNP               | 0 | 1 | 0 | 1     |
| 4.      | Norwegia          | 0 | 0 | 1 | 1     |